# Estação Billancourt
Billancourt é uma estação da linha 9 do Metrô de Paris, localizada na comuna de Boulogne-Billancourt.

## Localização
A estação está situada na avenue du Général-Leclerc (D 910), ao sudeste do cruzamento com a rue de Billancourt e a rue de la Ferme. Aproximadamente orientada ao longo de um eixo nordeste/sudoeste, ela se intercala entre as estações Pont de Sèvres (terminal ocidental da linha) e Marcel Sembat.

## História
A estação foi aberta em 3 de fevereiro de 1934 com o lançamento da extensão da linha 9 de Porte de Saint-Cloud a Pont de Sèvres, que é de importância histórica, uma vez que constitui a primeira extensão da rede fora dos limites da capital. Esta estação é, portanto, uma das três primeiras a prestar serviços aos subúrbios parisienses próximos (com as estações vizinhas Marcel Sembat e Pont de Sèvres).
Deve o seu nome à sua proximidade com a rue de Billancourt, cujo patrônimo se refere à antiga vila de Billancourt, que era anteriormente uma antiga povoação ligada à paróquia de Auteuil, até a sua anexação em 1859 à comuna de Boulogne-Billancourt como um bairro desta última.
Como um terço das estações na rede entre 1974 e 1984, as plataformas foram modernizadas em "Andreu-Motte", de cor amarela neste caso. No âmbito do programa "Renovação do metrô" da RATP, os corredores da estação foram renovados em 26 de julho de 2001.
Em 2011, 2 643 194 passageiros entraram nesta estação, o que a coloca na 201a posição das estações de metrô por sua frequência. Ela viu entrar 2 838 189 passageiros em 2013, classificando-a como a 190a posição das estações por sua frequência em 302.

## Serviços aos Passageiros

### Acessos
A estação possui quatro acessos repartidos em cinco entradas de metrô, estabelecidas em ambos os lados da avenue du Général-Leclerc e constituídos cada um deles por uma escada fixa decorada com uma balaustrada do tipo Dervaux:
- O acesso 1 "Rue de la Ferme", ornado com um candelabro Dervaux, levando à direita do no 29 da avenue;
- O acesso 2 "Rue de Billancourt" compreendendo duas entradas das quais uma com um mastro Dervaux, estabelecido de costa a costa em frente ao no 56 da avenue;
- O acesso 3 "Rue Castéjà" se situando próximo ao começo desta rua, à direita do no 2;
- O acesso 4 "Rue de Silly" se situando em frente ao no 88 bis da avenida.

### Plataformas
Billancourt é uma estação de configuração padrão: ela possui duas plataformas laterais de 105 metros de comprimento separadas pelas vias do metrô e a abóbada é elíptica. A decoração é "Andreu-Motte" com duas rampas luminosas amarelas, bancos e saídas de corredores tratados com telhas amarelas planas e assentos "Motte" da mesma cor. Esses arranjos são combinados com as telhas em cerâmica brancas biseladas que recobrem os pés-direitos, a abóbada e os tímpanos. Os quadros publicitários são em faiança de cor de mel e o nome da estação também é em faiança no estilo da CMP original.
É uma das raras estações que ainda apresenta o estilo "Andreu-Motte" na sua integralidade, se excluirmos os tímpanos (cujo tratamento com telhas planas coloridas não foi sistemático).

### Intermodalidade
A estação é servida pela linha 389 da rede de ônibus RATP e, à noite, pelas linhas N12 e N61 da rede de ônibus Noctilien.